# Fédération de Turquie de football
La Fédération de Turquie de football (Türkiye Futbol Federasyonu (tr) TFF) est une association regroupant les clubs de football de Turquie et organisant les compétitions nationales et les matchs internationaux de la sélection de Turquie.
La fédération nationale de Turquie est fondée en 1923. Elle est affiliée à la FIFA depuis le 21 mai 1923 et est membre de l'UEFA depuis 1962.

## Rôles de la TFF
La mission de la TFF est d’assurer l’éducation et les constructions des fondations sportives, de former l’infrastructure pour la concurrence internationale, d’assimiler la culture sportive sur la société et de devenir une organisation ayant un état financier accroissant l’économie du football.
L'objectif de la TFF est de faire augmenter la participation au football et de le répandre sur de grandes masses, et de participer aux incessamment organisations internationales.

## Sponsors
Liste des sponsors de la TFF.

### Sponsors principaux
- Nike (Équipementiers)
- Garanti Bankası (Banque nationale turque)
- Turkish Airlines (Compagnie aérienne nationale turque)
- Coca-Cola
- Turkcell (Compagnie de télécommunications turque)
- Ülker (Compagnie de produits alimentaires turque)
- Efes Pilsen
- Mercedes-Benz
- TTNET Internet (Compagnie de télécommunication internet turque)

### Fournisseurs officiels
- Petrol Ofisi (Énergie pétrolière)
- Sarar (Compagnie turque de prêt-à-porter)
- Yurt İçi Kargo (Compagnie logistique turque)
- Acıbadem (Hôpital)
- Powerade (Produits énergisants)
- TeknoSA (Compagnie de vente technologique)